# Vianania aymara
Vianania aymara är en fjärilsart som beskrevs av Orfila 1954. Vianania aymara ingår i släktet Vianania och familjen björnspinnare. Inga underarter finns listade i Catalogue of Life.